# توافقنامه هاوارا

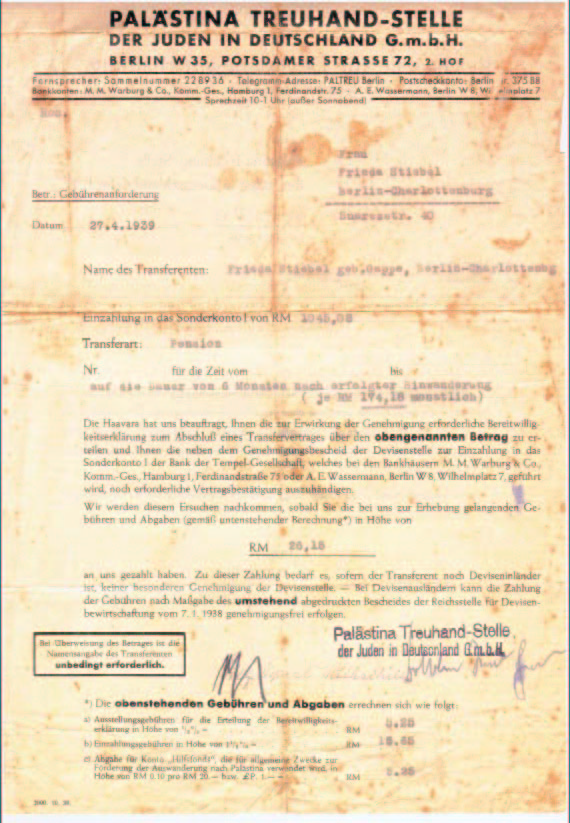
قرارداد انتقال مورد استفاده توسط دفتر قیمومیت فلسطین ("دفتر قیمومیت فلسطین")، که به‌طور خاص برای یهودیانی که مایل به مهاجرت از آلمان نازی تحت توافقنامه هاوارا بودند، ایجاد شد تا برخی از دارایی‌ها را هنگام ورود به فلسطین بازیابی کنند.

توافقنامه هاوارا (به عبری: הסכם העברה، یا توافق انتقال) موافقت‌نامه‌ای میان آلمان نازی و صهیونیست‌های آلمانی یهودی بود که در ۲۵ اوت ۱۹۳۳، پس از سه ماه مذاکره بین فدراسیون صهیونیستی آلمان، بانک انگلیس-فلسطین (زیر نظر آژانس یهود) و مقامات آلمان نازی امضا شد. این توافق‌نامه عامل مهمی در مهاجرت ۶۰٬۰۰۰ یهودی آلمانی به فلسطین میان سال‌های ۱۹۳۳ تا ۱۹۳۹ بود.
این توافقنامه به یهودیان زیر تعقیب رژیم نازی اجازه داد تا بخشی از دارایی‌های خود را به فلسطین تحت سرپرستی بریتانیا منتقل کنند. بر این اساس، مهاجران دارایی‌های خود در آلمان را به فروش می‌رساندند تا هزینه کالاهای اساسی مورد نیاز برای زندگی در فلسطین را پرداخت کنند. این توافق بحث‌برانگیز بود و نه تنها توسط بسیاری از رهبران یهودی درون جنبش صهیونیستی (همچون زو یابوتینسکی از رهبران صهیونیستی تجدیدنظرخواه) مورد انتقاد قرار گرفت، بلکه بعضی اعضای حزب نازی و مردم آلمان به آن منتقد بودند. برای یهودیان آلمانی، این توافقنامه راهی برای برون رفت از فضای به شدت خصومت‌آمیز آلمان بر ضد یهودیان بود؛ برای ییشوو، یا جامعه تازه تشکیل یافته و کوچک یهودیان در فلسطین، توافقنامه باعث افزایش ورود کارگران یهودی به این جامعه و بالا رفتن سطح اقتصادی آن بود؛ برای آلمانی‌ها نیز توافقنامه امکان مهاجرت یهودیان آلمانی و تلاشی برای بی اثر کردن بایکوت ضدنازی ۱۹۳۳ در میان یهودیان اروپایی بر ضد آلمان نازی بود؛ بایکوتی که از دیدگاه آلمان نازی خطری برای اقتصاد آن کشور به‌شمار می‌رفت.